# Schloss Walbeck (Hettstedt)

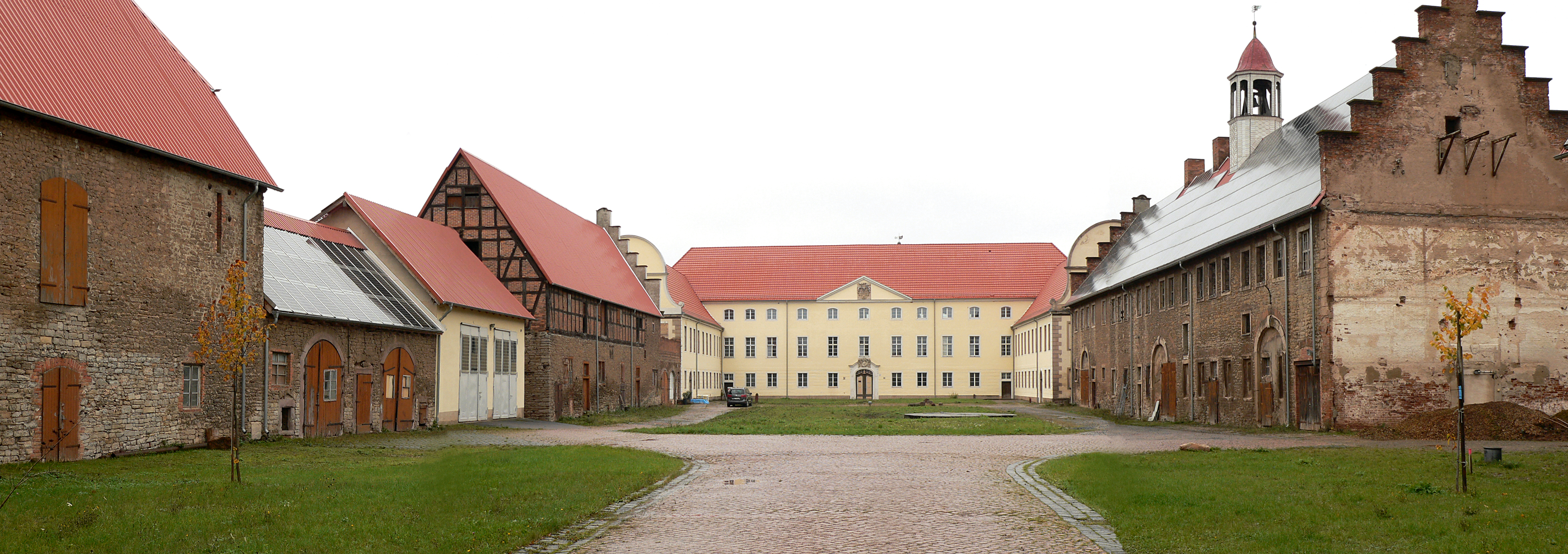
Innenhof von Schloss Walbeck

Schloss Walbeck ist eine denkmalgeschützte Schlossanlage in Walbeck im Landkreis Mansfeld-Südharz in Sachsen-Anhalt. Das Schloss wurde 1765 auf den Grundmauern eines Klosters errichtet, das 997 geweiht wurde.

## Geschichte
Walbeck wurde 959 erstmals als Walbiki urkundlich erwähnt. Es handelte sich laut den Aufzeichnungen des Historikers Cyriacus Spangenberg (1528–1604) um ein stattliches Vorwerk. Die Könige Heinrich I. Otto I., Otto II. sowie Otto III. nutzten es als Königshof.
Die Äbtissin Mathilde von Quedlinburg erhielt Walbeck durch Schenkung im Jahr 985 mit der Auflage, ein Kloster des Benediktiner-Ordens zu errichten. Dieses wurde 997 durch Bischof Arnulf von Halberstadt geweiht. Während des Bauernkrieges wurde die Klosteranlage 1525 stark zerstört.
Nachdem das Kloster 1546 säkularisiert wurde, ging es als Gut an die Grafen von Mansfeld. Sie verpfändeten und verkauften es. Nach mehreren Besitzerwechseln erwarb es um 1670 der hannoversche Berghauptmann Friedrich Casimir zu Eltz, dessen Sohn Philipp Adam es 1728 seinem Neffen Johann Clamer von dem Bussche-Lohe vermachte.

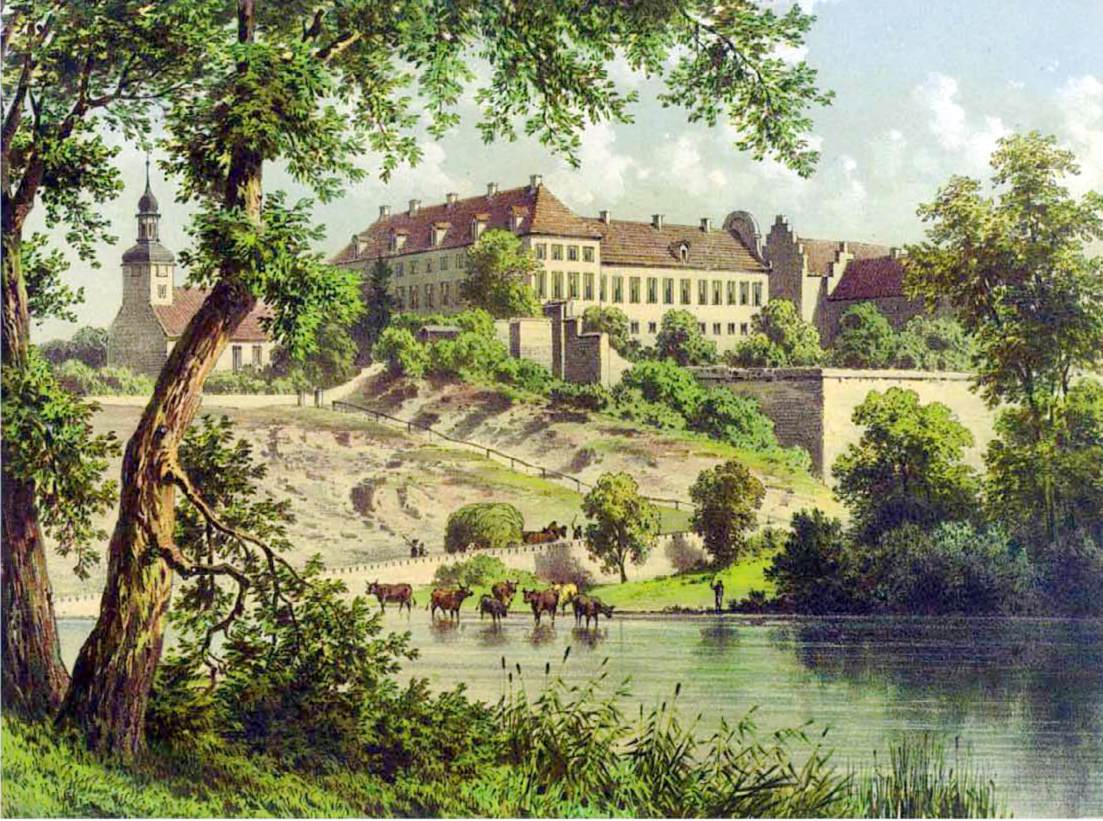
Schloss Walbeck Mitte des 19. Jahrhunderts. Sammlung Alexander Duncker.

Als Sitz des 1745 als Rittergut immatrikulierten Besitzes wurde das heutige Schloss 1765 auf den Grundmauern des Klosters errichtet. Gleichzeitig entstand auf dem Areal eine Kirche. Vom ehemaligen Kloster blieben nur Kreuzgänge in einem Teil des Schlosses. Ein nachfolgender Bussche ließ die Parkanlage umgestalten und eine umfangreiche Obstplantage anlegen. Für den verantwortlichen Obstgärtner, einen holländischen Offizier, ließ er das Planteurhaus errichten. Ende des 19. Jahrhunderts erwarb der Landrat Bartel den Besitz. Er baute auf der Gutsanlage große Scheunen, die den Blick auf die geschweiften Giebel der Seitenflügel verstellen. 1945 wurde er enteignet.
Nach dem Zweiten Weltkrieg wurde Schloss Walbeck ab 1945 ein Volkseigenes Gut, auf dem große Stallkomplexe entstanden. In dieser Zeit wurde Walbeck zum landwirtschaftlichen Lehrbetrieb und war für seine Pferdezucht bekannt. Im Schloss befand sich eine Landwirtschaftsschule mit Internat.
Nach der Wende von 1989 wurde das Gut durch die Treuhandanstalt privatisiert und wechselte mehrfach den Besitzer bei erheblichem Renovierungsstau. 2011 erwarb eine Privatperson die Anlage, die in großen Stil Photovoltaikanlagen auf den Dächern installierte. Mithilfe der Einnahmen aus der Stromerzeugung wird das Gut bzw. das Schloss saniert, das unter Sonnenschloss firmiert.